# جيف سكوت
جيف سكوت (بالإنجليزية: Geoffrey Samuel Scott)‏ (31 أكتوبر 1956 ببرمنغهام في المملكة المتحدة - ) هو لاعب كرة قدم بريطاني في مركز الدفاع. لعب مع برمنغهام سيتي وتشارلتون أثلتيك وستوك سيتي وكامبريدج يونايتد وليستر سيتي ونادي ميدلزبره ونادي نورثامبتون تاون ونادي سوليهول لكرة القدم ونادي موور غرين لكرة القدم ونادي هايغيت يونايتد.

## وصلات خارجية
- جيف سكوت على موقع قاعدة بيانات كرة القدم.إي يو (الإنجليزية)